# Johan Franck
Johan Franck (Stockholm, 25 januari 1590 - Uppsala, 16 oktober 1661), was een Zweedse arts en botanicus.
Johan Franck was de zoon van Matthias Franck en Anna Rostorpia. Na zijn studie aan de Universiteit van Rostock werd hij in 1624 professor botanicus en anatomie in Uppsala. Hij was daar leraar van onder andere anatoom, natuurkundige en schrijver Olaus Rudbeck. In zijn werk beschreef hij de medische werking van planten en maakte voor hen Latijnse en Zweedse beschrijvingen.
De internationaal bekende Carl Linnaeus vernoemde het geslacht Frankenia naar hem.

## Werken
- De signaturis herbarum idiomate Germanico. Rostock, 1618
- De innocentl occisorum corporum sanguine qui ad praesentiam siccari et homicadae ubertim ex vulnere profluit et exillat. Uppsala, 1624
- De siderum coelestium in sublunaria corpora influxu vi et efficacia. Uppsala, 1624
- Colloquium philosophicum cum dijs montanis : thet är: Ett lustigt och liuflighit samtaal emillan the förnembsta och edelste berg-gudar och een högförfaren philosopho Zamolxides benämbd: om then edle och dyrbare klenodien lapide philosophorum... Uppsala, 1638
- Speculum botanicum renovatum, in quo juxta alphabeti ordinem, praecipuarum herbarum, arborum ... Nomenclaturae ... proponuntur. Uppsala, 1659

- Gemeinsame Normdatei: 139428771
- International Standard Name Identifier: 0000 0000 7149 2699
- Library of Congress Control Number: n2016046793
- Nederlandse Thesaurus van Auteursnamen: 214207935
- Istituto Centrale per il Catalogo Unico: MILV300296
- LIBRIS: 187308
- Virtual International Authority File: 78749372
- WorldCat: E39PBJyRDcKRx9GWbCfR9gCbBP